# ウェストフィールド・グループ
ウェストフィールド・グループ（Westfield Group）は、オーストラリアの不動産開発業者および小売り業者。オーストラリア証券取引所に上場している。ニュージーランド、アメリカおよびイギリスにおいても展開しており、124のショッピングモールを持つ。
また、2008年よりサッカーオーストラリア女子代表のタイトルスポンサーを務めている（男子の同国代表はカンタス航空が務めている）。